# Mauderode
Mauderode is een  dorp in de Duitse gemeente Werther in het Landkreis Nordhausen in Thüringen. Het dorp wordt voor het eerst genoemd in een oorkonde uit 1388. Tot 1997 was Mauderode een zelfstandige gemeente binnen de Verwaltungsgemeinschaft Helmetal. 